# Đường ven biển Nghi Sơn – Cửa Lò
Dự án Đường ven biển Nghi Sơn-Cửa Lò có chiều dài tuyến là 7.5 km, điểm đầu giao với quốc lộ 46, huyện Nghi Lộc, tỉnh Nghệ An và điểm cuối giao với tỉnh lộ 535,thành phố Vinh (nối với tỉnh Hà Tĩnh qua cầu Cửa Hội).
Thiết kế công trình theo tiêu chuẩn đường cấp III đồng bằng, có bề rộng nền đường 12m, bề rộng mặt đường 7m và gia cố lề mỗi bên 2m bằng kết cấu như kết cấu mặt đường. Đây là tuyến mới và thực hiện trên địa bàn huyện Nghi Lộc và thị xã Cửa Lò.
Công trình dự án thuộc nhóm B và tổng mức đầu tư dự án là 521 tỷ đồng, bao gồm vốn ngân sách Trung ương và ngân sách địa phương. Trong đó, ngân sách Trung ương là 260.156 tỷ đồng (đã được Bộ Kế hoạch và Đầu tư dự kiến bố trí vốn tại Văn bản số 4240/BKHĐT-TH ngày 25/5/2017 và báo cáo kết quả thẩm định nguồn vốn tại Văn bản số 6481/BC-BKHĐT ngày 9/9/2019). Ngân sách tỉnh là 260.844 tỷ đồng trên cơ sở khai thác quỹ đất hai bên đường của dự án, nguồn khai thác các khu đất đấu giá trên địa bàn tỉnh Nghệ An và huy động các nguồn vốn hợp pháp khác).
Thời gian thực hiện dự án 3 năm, kể từ ngày khởi công.
Tuyến đường ven biển tỉnh Nghệ An sau khi được đầu tư đưa vào sử dụng sẽ góp phần làm hoàn thiện mạng lưới giao thông của tỉnh Nghệ An nói riêng và mạng lưới đường bộ ven biển của cả nước nói chung. Tuyến đường sau khi hoàn thành sẽ góp phần kết nối các vùng kinh tế trọng điểm phía Nam tỉnh Nghệ An với tỉnh Hà Tĩnh thông qua cầu Cửa Hội; kết nối Cảng Cửa Lò, Cảng biển quốc tế Vissai, Cảng DKC và các khu du lịch Cửa Lò, Bãi Lữ, FLC... tạo tiền đề phát triển kinh tế - xã hội - du lịch của tỉnh Nghệ An, đặc biệt là Thành phố Vinh và thị xã Cửa Lò; đáp ứng nhu cầu đi lại của nhân dân trong vùng.